# Monsaguel
Monsaguel – miejscowość i gmina we Francji, w regionie Nowa Akwitania, w departamencie Dordogne.
Według danych na rok 1990 gminę zamieszkiwało 125 osób, a gęstość zaludnienia wynosiła 11 osób/km² (wśród 2290 gmin Akwitanii Monsaguel plasuje się na 1051. miejscu pod względem liczby ludności, natomiast pod względem powierzchni na miejscu 978.).